# Joaquim Machado de Castro
Joaquim Machado de Castro (Sé Nova, 19 giugno 1731 – Mártires, 17 novembre 1822) è stato uno scultore portoghese.
La sua opera più nota è la statua equestre del re Giuseppe I del Portogallo sulla Praça do Comércio (Piazza del Commercio) di Lisbona.

## Biografia
Il padre, Manuel Machado Teixeira, organista e scultore, lo mandò già nei suoi primi anni a imparare la grammatica latina nella scuola superiore dei gesuiti, ma lo indirizzò anche alla scultura. All'età di 15 anni Joaquim Machado de Castro decise di trasferirsi nella capitale portoghese di Lisbona, per ricevere una formazione artistica completa. Qui fu allievo dell'intagliatore del legno Nicolau Pinto, ma grazie alla sua capacità passò presto nell'atelier dello scultore, protetto del re Giovanni I del Portogallo, José de Almeida. La sua prima opera esposta al pubblico, che per quei tempi era considerata piuttosto grande, si trova nella chiesa del convento di São Pedro de Alcântara.
Quindi partecipò a fianco dello scultore Alessandro Giusti all'allestimento del Palazzo Nazionale di Mafra, cosicché trascorse quattordici anni in una località a nord della capitale. Qui fece la conoscenza dell'amico e ammiratore Cândido Vieira Lusitano, scrittore.

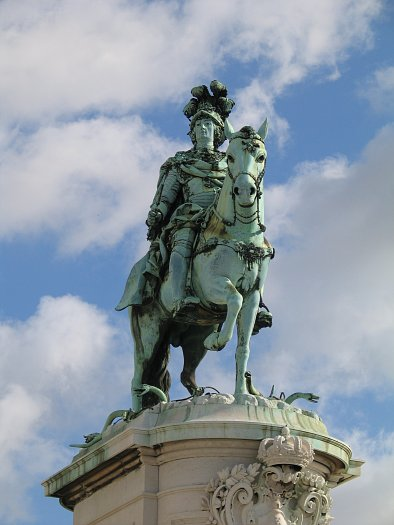
Statua equestre di Giuseppe I sulla Praça do Comércio

Nel 1760 fu invitato a partecipare alla gara per una statua in onore di Giuseppe I del Portogallo. Dopo aver presentato diversi piccoli modelli, nel 1771 ricevette l'incarico di eseguire l'opera. Gettate negli anni 1773/74 le fondamenta, la statua fu inaugurata nel 1775. Inoltre egli scrisse in proposito una Descripção analytica da execução da estatua equestre (Descrizione analitica della realizzazione della statua equestre), pubblicata nel 1810 in Lisbona.
Nella sua descrizione si occupa dei diversi punti di vista della sua opera, descrive i rapporti fra cavaliere e cavallo, come anche sezioni di parti della scultura.
Poiché con quest'opera ottenne pubblica approvazione, Machado de Castro ricevette altri incarichi. Tra questi si trova, tra gli altri, la statua dal titolo Fé (fede) sul Palazzo dell'Inquisizione a Évora, oggi non più disponibile.
Grazie alle sue numerose opere Machado de Castro, nel 1814, divenne membro dell'Accademia Reale delle Scienze (Academia Real das Ciências).
Inoltre ricevette ancora l'onorificenza nel rango dei Cavalieri dell'Ordine del Cristo.
Morì il 17 novembre 1822 all'età di 91 anni e la sua salma venne inumata nella Basilica di Nostra Signora dei Martiri a Lisbona.
In onore di Machado de Castro è stato allestito dal 1913 a Coimbra il Museo Nazionale di Machado de Castro.

## Famiglia
Joaquim Machado de Castro si sposò tre volte. La sua prima moglie fu D. Isidora Teresa de Jesus, figlia di Silvestre Jorge da Silva e di Catarina Maria da Assunção, che sposò il 25 febbraio 1754 nella chiesa di Nostra Signora della Mercede a Lisbona. Isidora morì nel terremoto di Lisbona del 1755, il 1º novembre. Dal matrimonio non nacquero figli.
Si sposò in seconde nozze il 7 febbraio 1758 nella chiesa di Santa Isabella a Lisbona con D. Rosa Maria Joaquina, originaria di Mafra, figlia di Manuel Vieira da Silva. Rosa morì il 6 aprile del 1776 e fu sepolta nel Convento di San Francesco della Città, a Lisbona. Dal matrimonio non nacquero figli.
Tre anni dopo, il 13 aprile, Joaquim Machado sposò in terze nozze a Marvila D. Ana Bárbara de Sousa, vedova di José Cardoso da Silva, dalla quale ebbe figli. Ana Bárbara morì di apoplessia all'età di 68 anni l'11 dicembre del 1813, nel quartiere di Lisbona Mártires e fu sepolta nel Convento di San Pietro de Alcântara, nel Bairro Alto.

## Opere

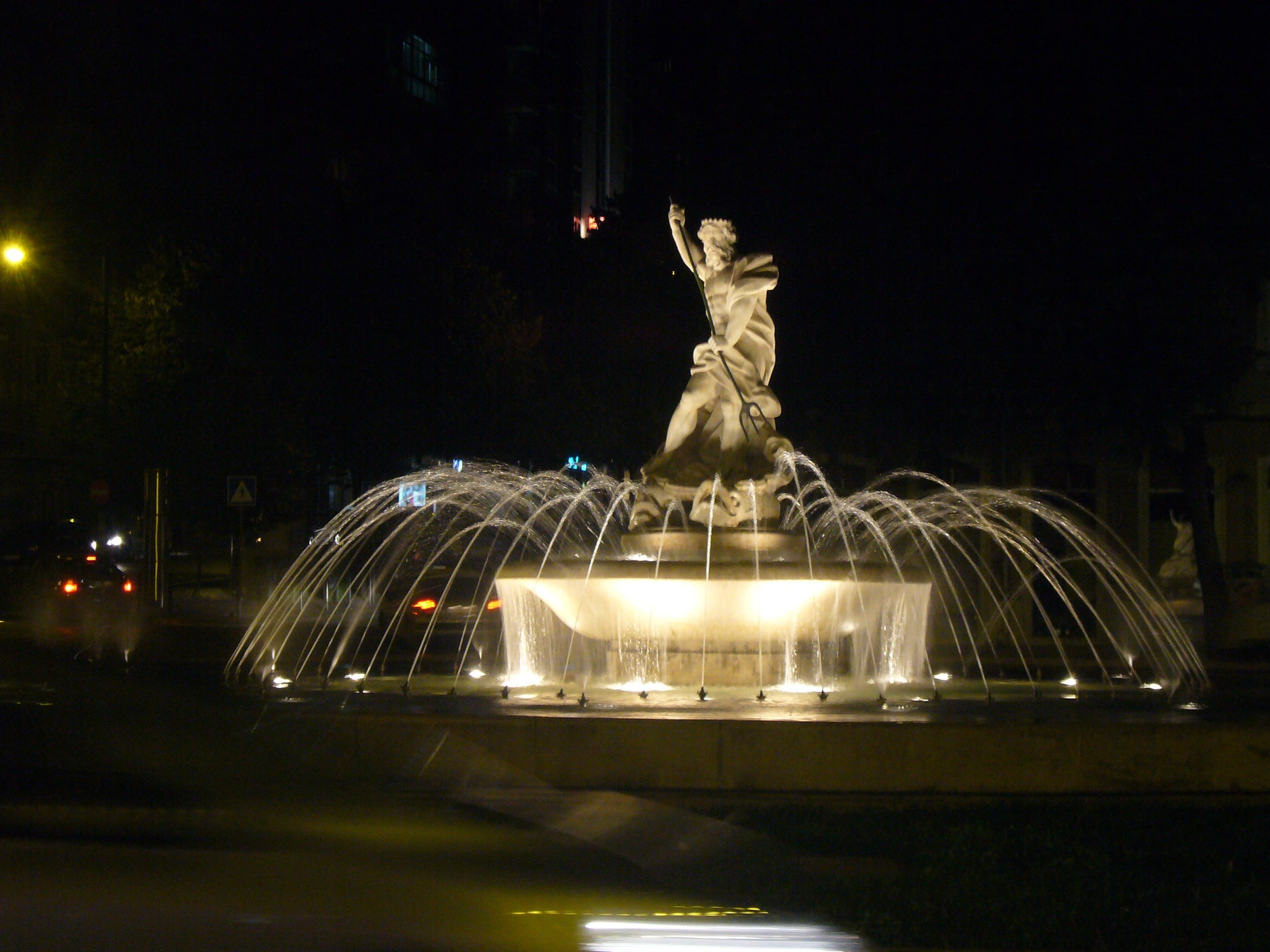
Statua di Nettuno, a Lisbona.

Oltre al monumento equestre a Giuseppe I del Portogallo, sono da citare:
- Retablo della Cattedrale di Lisbona;
- Sagrada Familia (Sacra famiglia), datata 1776, presso il Museo di Aveiro;
- Retablo della basilica di Nostra Signora dei Martiri a Lisbona[1];
- Statua di Nettuno sulla plaça Dona Estefânia, datata al 1771, a Lisbona.[2]
- San Lorenzo da Brindisi, Chiesa di Nostra Signora della Porziuncola, Lisbona

## Galleria d'immagini

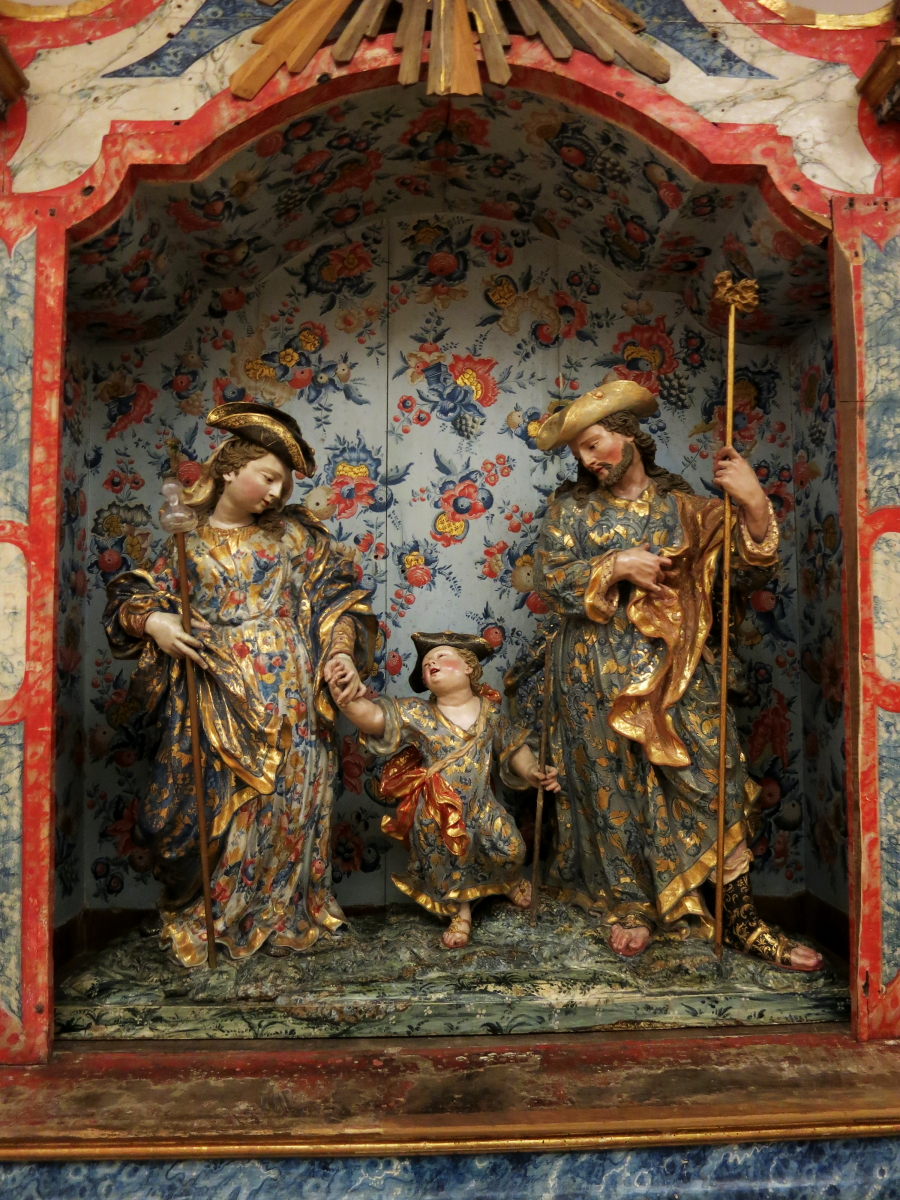
Sacra Famiglia, scultura in legno, Museo di Aveiro;
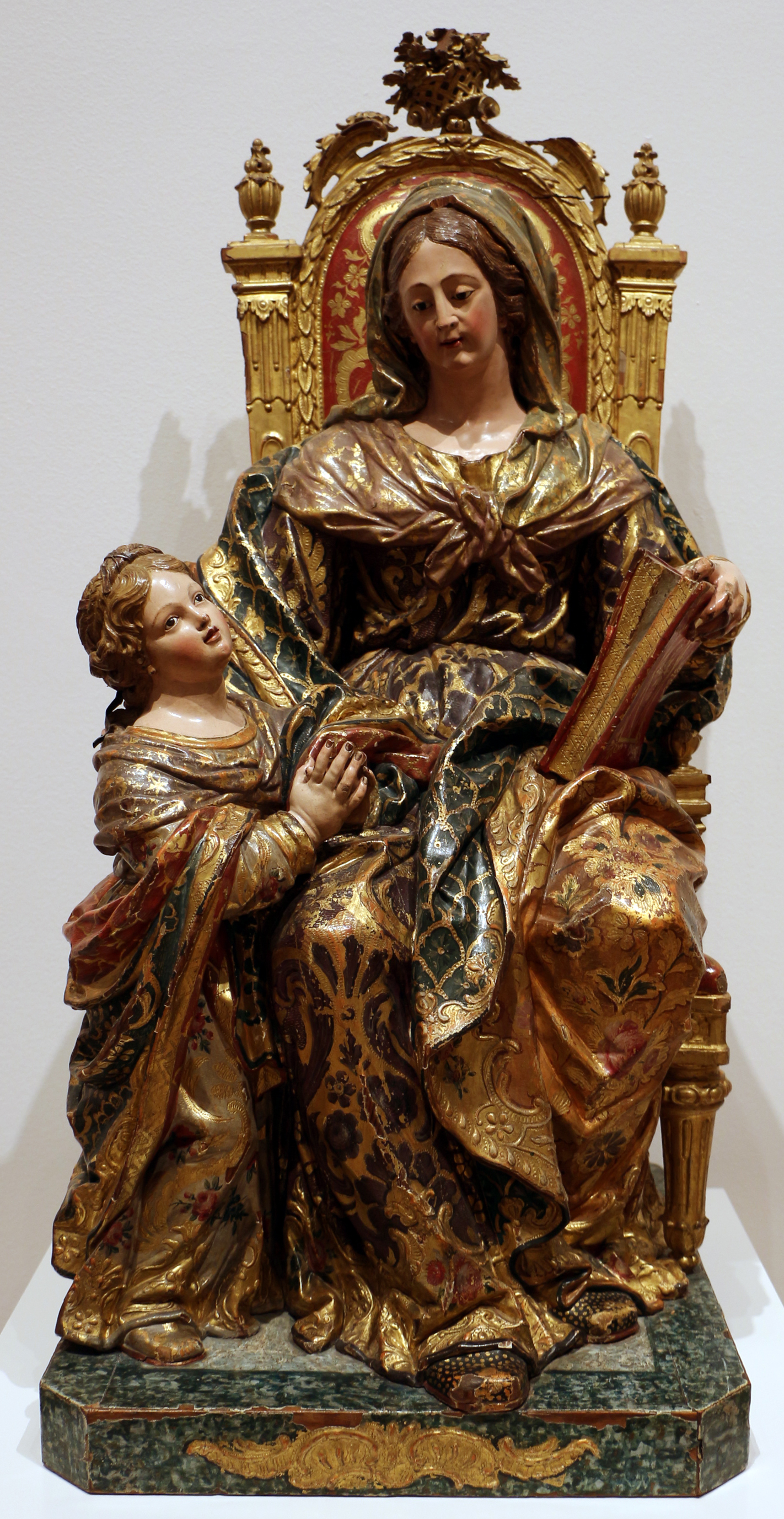
Sant'Anna e Maria, Museo Nazionale di Arte Antica a Lisbona;
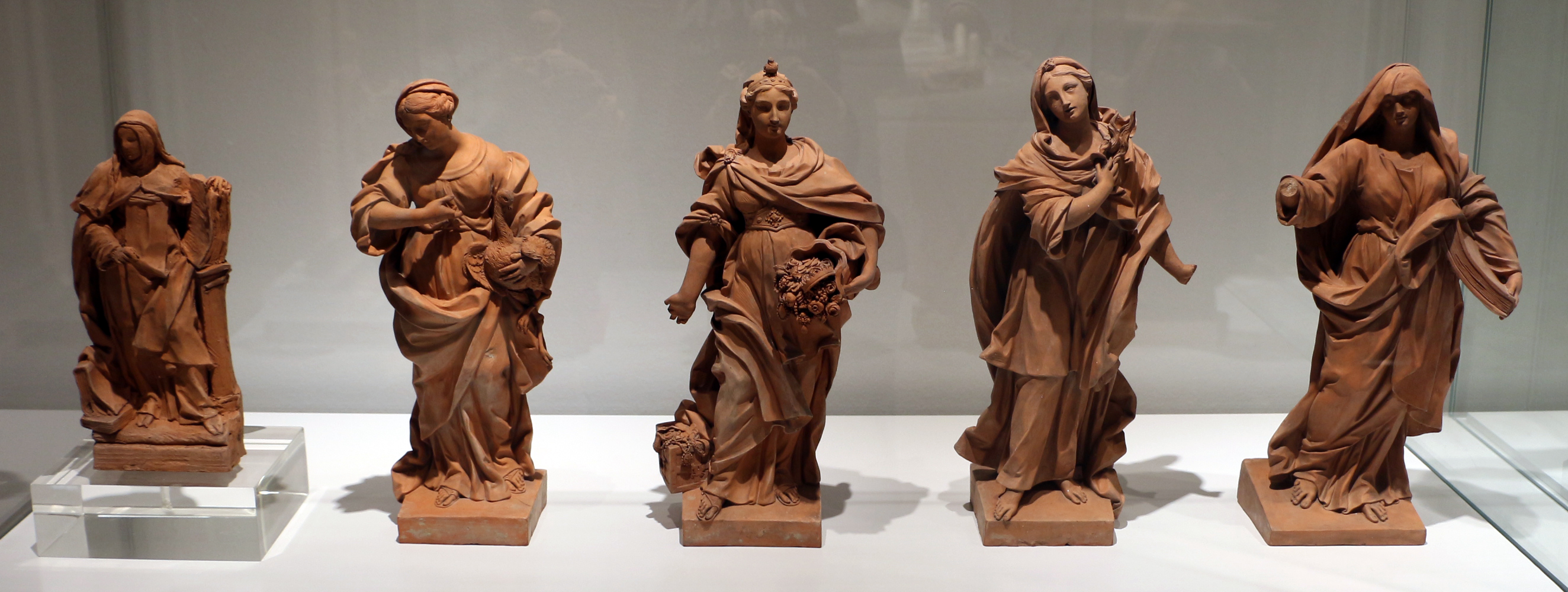
Santa Teresa,  Museo Nazionale di Arte Antica a Lisbona.